# نعناهای زهری
گالئوپسیس (نام علمی: Galeopsis) نام یک سرده از تیره نعناعیان است.